# John Carney (politicus)
John Charles Carney Jr. (Wilmington, 20 mei 1956) is een Amerikaanse politicus van de Democratische Partij. Tussen 2017 en 2025 was hij gouverneur van de Amerikaanse staat Delaware. Eerder was hij onder meer actief als luitenant-gouverneur en zetelde hij namens Delaware in het Huis van Afgevaardigden van de Verenigde Staten.

## Biografie
John Carney werd geboren in Delaware, als tweede in een gezin van negen kinderen. Zijn familie stamt af van Ierse voorouders. Na de middelbare school ging Carney in 1974 studeren aan Dartmouth College in New Hampshire en behaalde daar in 1978 een Bachelor of Arts. Tussen 1982 en 1984 studeerde hij bestuurskunde aan de University of Delaware.
Met zijn vrouw Tracey, met wie hij in 1993 trouwde, kreeg Carney twee zonen.

### Politieke loopbaan
Zijn eerste politieke ervaringen deed Carney op toen hij vanaf 1986 enkele jaren actief was als medewerker van senator Joe Biden. Aansluitend werd hij bestuurslid van New Castle County en in de late jaren negentig werkte hij als secretaris van financiën en stafchef onder Tom Carper, toenmalig gouverneur van Delaware. In 2000 stelde Carney zich namens de Democratische Partij verkiesbaar voor de post van luitenant-gouverneur van Delaware. Hij werd verkozen en trad aan in januari 2001. Hij diende onder de eerste vrouwelijke gouverneur in de geschiedenis van de staat, Ruth Ann Minner, die in dezelfde maand begon aan haar eerste ambtstermijn. Beiden werden in 2004 herkozen. Als luitenant-gouverneur concentreerde Carney zich onder meer sterk op de volksgezondheid. Vanaf juli 2004 was hij een jaar lang voorzitter van de National Lieutenant Governors Association.
Toen Minner zich in 2008 niet meer herkiesbaar kon stellen als gouverneur, stelde Carney zich kandidaat om haar op te volgen. Ondanks veel steun uit zijn partij verloor hij de Democratische voorverkiezing nipt van state treasurer Jack Markell. Vervolgens diende Carney kortstondig als hoofd van Transformative Technologies, een energiemaatschappij die investeerde in de bouw van windturbines voor de kust van Delaware.
In 2010 stelde Carney zich verkiesbaar voor de zetel van het at-large congresdistrict van Delaware in het federale Huis van Afgevaardigden in Washington D.C.. Deze zetel was sinds 1993 in handen geweest van de Republikein Michael Castle, die na achttien jaar vrijwillig afzwaaide. Carney wist de verkiezingen vrij gemakkelijk te winnen en trad aan op 3 januari 2011. Hierna werd hij nog twee keer herkozen: in 2012 en 2014. In totaal was hij zes jaar als afgevaardigde actief.

#### Gouverneurschap
Acht jaar na zijn eerste poging stelde Carney zich in 2016 opnieuw verkiesbaar voor het gouverneurschap van Delaware. Hiermee werd hij een van de kandidaten om zijn partijgenoot Jack Markell op te volgen, die zich na twee termijnen als gouverneur niet nogmaals verkiesbaar mocht stellen. Zonder tegenkandidaten wist Carney de voorverkiezing van de Democratische Partij gemakkelijk te winnen, waarna hij het bij de algemene verkiezingen moest opnemen tegen de Republikeinse kandidaat Colin Bonini. Met een overmacht van 58% van de stemmen werd Carney verkozen tot gouverneur. Hij werd op 17 januari 2017 ingezworen in de hoofdstad Dover. Vier jaar later, bij de gouverneursverkiezingen van 2020, werd hij met 59,5% van de stemmen herkozen.
Onder Carney werden de wapenwetten in Delaware verstrengd en het recreatieve gebruik van cannabis toegestaan. Tegen die laatste wet had hij eerder nog zijn vetorecht gebruikt, net als tegen het legaliseren van hulp bij euthanasie.
Na twee ambtstermijnen als gouverneur mocht Carney zich in 2024 niet nogmaals herkiesbaar stellen. In plaats daarvan streed hij met succes mee voor het burgemeesterschap van zijn geboortestad Wilmington. Carney werd hiermee de eerste zittende Amerikaanse gouverneur die tot burgemeester werd verkozen. Vanwege zijn beëdiging in Wilmington legde hij zijn gouverneurschap op 7 januari 2025 neer, twee weken voor het verstrijken van zijn ambtstermijn. Het restant van zijn termijn werd uitgediend door luitenant-gouverneur Bethany Hall-Long.
- Gemeinsame Normdatei: 1194983847
- Biographical Directory of the United States Congress: C001083
- Virtual International Authority File: 189156919244154970004